# 世が世なら!!!
世が世なら!!!（よがよなら）は、日本の6人組男性アイドルグループ。所属事務所はつばさ男子プロダクション。略称は世が世。

## 概要
- 2021年10月1日、つばさレコーズによるつばさ男子プロダクション設立とともに、大谷篤行、橋爪優真、笠松正斗、内藤五胤の４人で結成[1]。その後、メンバー自身とスタッフでスカウト活動をし、10月24日に添田陵輔が加入[2]、12月25日に中山清太郎が加入[3]。同事務所のTHE SUPER FRUITと同時に6人でCDデビューを果たした。
- グループ名には、『弱者からの逆襲、世の中をひっくり返す！』という意味が込められている[4]。
- ファンの総称は「ifif」[5]。
- “真面目型おふざけ集団”として、全力でふざけることをコンセプトにしており、アーティスト写真には必ず変顔が用意されている[6]。
- TikTokやInstagram、X（旧Twitter）などのSNSに動画を積極的に投稿し、各メンバーが自宅で撮影した映像を合わせたリモートライブ動画も公開している[7]。
- メンバーカラーに決まりはなかったが、2024年7月9日に公開されたアーティスト写真に差し色が入っており、メンバーカラーが決定した[8]。
- 2025年7月7日から20日間の活動休止を発表。その間に世が世ならの遠い親戚、“ノンデリカシーHIPHOP集団”・Doppelgänger Männerとして楽曲を発表。結成一時間後に解散発表がされた[9]。

## メンバー
公式プロフィールを元に記載。
| 名前       | よみ                | 生年月日               | 出身地   | 身長     | 血液型 | メンバーカラー | 趣味                                        | 特技                                               | 別名                           |
| ---------- | ------------------- | ---------------------- | -------- | -------- | ------ | -------------- | ------------------------------------------- | -------------------------------------------------- | ------------------------------ |
| 大谷篤行   | おおたに あつゆき   | 2005年1月17日（20歳）  | 神奈川県 | 167.５cm | O型    | 緑             | ゲーム UFOキャッチャー 料理                 | 料理運動神経が良いこと                             | シュヴァルツ・ドゥンケルハイト |
| 橋爪優真   | はしづめ ゆうま     | 2006年2月15日（19歳）  | 東京都   | 170cm    | A型    | 青             | ゲーム                                      | 運動神経が良いこと                                 | アッシュ・マスク               |
| 添田陵輔   | そえだ りょうすけ   | 2003年11月13日（21歳） | 埼玉県   | 183cm    | B型    | 赤             | 木材のコレクション                          | サッカー                                           | Rouge•Requin                   |
| 中山清太郎 | なかやま せいたろう | 2005年1月22日（20歳）  | 高知県   | 178.5cm  | A型    | 紫             | ビートボックス                              | 絵を描くこと ファッション                          | 九蓮宝燈                       |
| 笠松正斗   | かさまつ まさと     | 2004年6月9日（21歳）   | 千葉県   | 172cm    | A型    | 黄色           | サウナ スパ健康アドバイザー資格取得         | バドミントン                                       | シルファー                     |
| 内藤五胤   | ないとう ごいん     | 2002年7月30日（23歳）  | 埼玉県   | 175cm    | O型    | オレンジ       | 通りすがる人の名前を予想すること アニメ鑑賞 | 手話 アアニメソングイントロドン アバスケットボール | 裸風                           |

## 来歴
公式サイトのNEWSを元に記載。

### 2021年
- 10月1日、つばさ男子プロダクション設立と同時に結成。同じ事務所所属のTHE SUPER FRUITも同時に結成。
  - 2組の初ライブとして無料イベント『プレ始動 1st Live』が10月24日に東京・JOL原宿で開催[12]。
- 10月1日〜12月31日の3か月間をプレ始動期間とし、2022年から本格的に活動開始。
- 10月24日、添田陵輔がグループに加入。
- 12月25日、イベント『プレ始動3rd Live』にて、2022年4月6日にLoppi・HMV限定盤ミニアルバム『世が世なら!!!』をリリースすることを発表[13]と同時に中山清太郎の加入が発表。それに伴い全国各地でリリースイベントを開催。

### 2022年
- 3月23日、初のオリジナル曲「下剋上、はじめました。」のミュージックビデオが公式YouTubeにて公開。
- 3月26日、渋谷ストリームホールで開催の『第23回青二祭』第1部にゲスト出演。
- 4月6日、Loppi・HMV限定盤ミニアルバム『世が世なら!!!』を発売。
- 4月29日 - 5月5日、『スパ世が 7日間!! 70時間!! 6泊7日のGW強化合宿!! 〜CDデビューへの武者修行〜』敢行。
- 5月15日、同年8月31日に全国流通シングル「鼓動のFighters」を発売することを発表[14]。
- 6月11日 - 8月、デビューシングル発売記念イベントを各地で実施。
- 8月2日、デビュー曲「鼓動のFighters」が各サブスクリプションサービスにて先行配信スタート。
- 8月6日、よみうりランド日テレらんらんホールで開催の『つば男 SUMMER FES 2022』に出演。
- 8月6日、デビューシングル「鼓動のFighters」のミュージックビデオが公式YouTubeにて公開。
- 8月7日、同時CDデビューする世が世なら!!!・THE SUPER FRUITの2組が、初めての2マンライブ『はじめての2MAN SHOW〜スパ世が僕らの22夏は終わらない〜』を同年9月25日に表参道GROUNDにて開催することを発表。
- 8月31日、全国流通シングル「鼓動のFighters」を発売。
- 9月17日、公式YouTubeチャンネルでメンバーが様々な企画に挑戦する【世が世くん!!!】がスタート。
- 10月8日 - 11月20日、学園祭ツアー『THE SUPER FRUIT×世が世なら!!! 学園祭ツアー2022』を開催。
- 11月1日、ラジオ番組『FM FUJI つば男 NIGHT』（FM FUJI）にレギュラー出演。
- 12月7日、裏デビュー曲「Winter Prince」が各サブスクリプションサービスにて先行配信スタート。
- 12月11日、裏デビューシングル「Winter Prince」のミュージックビデオが公式YouTubeにて公開。
- 12月21日、裏デビューシングル「Winter Prince」を発売[15]。

### 2023年
- 2月4日、世が世なら!!!公式ファンクラブアプリ『世が世なら!!!ファンクラブ-ififの集い場-』開設決定。
- 2月18日 - 3月、2ndシングル発売記念イベントを各地で実施。
- 2月28日、2ndシングル「ウオー!サオー!」が各サブスクリプションサービスにて先行配信スタート。
- 3月4日、2ndシングル「ウオー!サオー!」のミュージックビデオが公式YouTubeにて公開。
- 3月22日、2ndシングル「ウオー!サオー!」を発売。
- 4月5日、シンデレラフェスvol.10に出演。
- 4月5日、2ndシングルカップリング曲「乙男」のミュージックビデオが公式YouTubeにて公開。
- 4月7日 - 4月9日、初の単独でのリリイベ公演開催。
- 6月18日、タワーレコード渋谷店CUT UPにて、初の声出し解禁ライブ ififの集い場会員限定『TRAINING MATCH LIVE – ififの本気を見せてみろよ!!! – 』開催。
- 6月25日 - 8月、3rdシングル発売記念イベントを各地で実施。
- 7月11日、3rdシングル「メダチタガリアン」が各サブスクリプションサービスにて先行配信スタート。
- 7月17日 - 8月12日、初のワンマンツアー「世が世なら!!!初のワンマンツアー – 眩しいのは太陽？いや世が世でしょ！俺らと一緒にバカ騒ぎSUMMER -」を全国3都市（東京・愛知・大阪）で開催。
- 7月18日、3rdシングル「メダチタガリアン」のミュージックビデオが公式YouTubeにてプレミア公開。
- 8月9日、3rdシングル「メダチタガリアン」を発売。
- 8月13日、3rdシングルのカップリング曲、「無駄」のミュージックビデオが公式YouTubeにてプレミア公開。
- 8月24日、3rdシングル「メダチタガリアン」がDAMにてカラオケ配信。
- 10月21日 - 11月11日、学園祭ツアー『世が世なら!!! 学園祭ツアー2023』を開催。
- 10月13日、1st写真集『世が世なら!!! ファースト写真集』を発売。
- 11月12日 - 12月、1stアルバム発売記念イベントを各地で実施。
- 11月29日、1stアルバムリード曲「俺ならやれそうじゃん？」が各サブスクリプションサービスにて先行配信スタート。
- 12月1日、1stアルバムリード曲「俺ならやれそうじゃん？」のミュージックビデオが公式YouTubeにてプレミア公開。
- 12月20日、1stアルバム『人生敗者復活戦』を発売。

### 2024年
- 1月13日 - 1月27日、THE SUPER FRUIT × 世が世なら!!! 「LAST 2MAN SHOW」を2都市（[東京・大阪）で開催。
- 1月28日、11stアルバム収録曲「Nyokki」のミュージックビデオが公式YouTubeにてプレミア公開。
- 3月9日 - 4月7日、2ndワンマンツアー『世が世なら!!! 人生敗者復活戦ツアー!!! – 裏・天下一武道会2024- 』を全国5都市（宮城・福岡・大阪・愛知・東京）で開催。
- 4月24日、配信シングル「何卒!!!」が配信開始。
- 6月8日、橋爪優真が体調不良により活動休止を発表。
- 6月12日、配信シングル「上々人生」が配信開始。
- 6月15日 - 30日、配信シングルリリースに伴いリリースイベントを全国4都市（兵庫・大阪・愛知・東京）で開催。
- 7月9日、配信シングル第3弾「おったまげ」が配信決定とともにメンバーカラーが決定。
- 7月9日 - 20日、初の主催ライブ「世が世なら!!! 夏のドドド祭り」を3公演開催。
- 7月21日、豊洲PITにて「世が世なら!!!×7m!n 2マンライブ」開催。
- 7月24日、配信シングル「おったまげ」が配信開始。
- 8月7日 - 31日、初の単独ファンミーティング『世が世なら!!!ファンミーティング2024 – 世が世とはちゃめちゃザ・サマー大冒険 -』を全国3都市（東京・大阪・愛知）で開催。
- 8月26日 - 30日、世が世なら!!! 朝活Weekday 「朝からLIVEしちゃおうぜ!!! – 早起きは三文の徳！？世が世流朝活ライフ-」を開催。
- 9月7日 - 10月27日、1st EP発売に伴いリリースイベントを全国で開催。
- 9月7日、配信シングル「何卒」のミュージックビデオが公式YouTubeにてプレミア公開。
- 10月7日、1st EPリード曲「オレらがYES」のミュージックビデオが公式YouTubeにてプレミア公開。
- 10月23日、1st EP「純・世が世産」発売。
- 10月26日、1st EP収録曲「Plain Black」のミュージックビデオが公式YouTubeにてプレミア公開。
- 11月1日、「世が世なら!!! 新挑戦 – NEW SUPER LIVE SHOW -」をZepp Shinjukuにて開催。同時に活動休止をしていた橋爪優真が活動を再開。
- 12月7日、『世が世なら!!!の上裸ライヴ – 黙って鍛えよ!!!上裸宴祭2024 –』を開催。

### 2025年
- 2月7日 - 18日、「真夜中ライブ – シンデレラもびっくり!!! 深夜テンション爆上げ!!!25時に召集かけてごめんなさい-」を毎週末、計4公演開催。
- 4月4日、配信シングル「viva☆いー感じっ」をリリース。ミュージックビデオが公式YouTubeにてプレミア公開とともに、同日に行われた配信で、「心底 下剋上、はじめました。宣言」を発表。4月から実質5ヶ月連続楽曲を配信リリースすることなどを発表した。
- 4月20日 - 5月18日、最大公演数を回るツアー「ウサギと亀!!!SPRING TOUR2025🐇🐢- 亀はいつかウサギだって捲る – 」を全国8都市埼玉・沖縄・北海道・福岡・大阪・愛知・東京）で開催。
- 5月14日、配信シングル「小さな革命」をリリース。
- 6月7日 - 28日、配信シングルリリースに伴いリリースイベントを全国4都市（兵庫・大阪・愛知・東京）で開催。
- 6月18日、AIが作詞作曲した楽曲、「AIでええ愛」と「恋人は屁が長い人」を配信リリース。
- 6月29日、ififの集い場会員限定ライブを開催。
- 7月6日、初の年越しカウントダウンライブ「世が世なら!!! COUNTDOWN LIVE 2025→2026 in OSAKA – なんでやねん!!! -」を大阪で開催することが決定。それとともに、「世が世なら!!! 1ヶ月大阪移住 – 大阪に染まってなんぼやん。-」を8月に行うことを発表。
- 7月7日、20日間の活動休止を発表。同日、“ノンデリカシーHIPHOP集団”・Doppelgänger Männerが結成。一時間後に解散を発表し、デビューラストシングル「元赤ん坊は声あげな!」を配信リリース。
- 7月11日、“ノンデリカシーHIPHOP集団”・Doppelgänger Männerのデビューラストシングル「元赤ん坊は声あげな！」のミュージックビデオが公式YouTubeにてプレミア公開。
- 7月28日、“ノンデリカシーHIPHOP集団”・Doppelgänger Männerの解散ライブ後、世が世なら!!!が活動を再開。
- 8月2日、活動史上最大の挑戦、2025年2月27日に 『世が世なら!!! 心底 下剋上、はじめました。 in LINE CUBE SHIBUYA』ワンマンライブを開催することが決定。
- 8月3日、大阪で約１ヶ月間の共同生活を開始。
- 8月4日、大阪移住に伴い、配信シングル「俺(東京人)でもエエやん!」をリリース。
- 8月11日、「俺(東京人)でもエエやん!」のミュージックビデオが公式YouTubeにてプレミア公開。

## 作品

### シングル

#### CDシングル
| # | タイトル         | 発売日         | 収録曲                                       | 作家                                                                                          | 販売形態 | 販売形態         | 規格品番      | 順位 |
| - | ---------------- | -------------- | -------------------------------------------- | --------------------------------------------------------------------------------------------- | -------- | ---------------- | ------------- | ---- |
| 1 | 鼓動のFighters   | 2022年8月31日  | ①鼓動のFighters ②Happy Birthday!!!           | ①作詞：児玉雨子／作曲：青葉祐五・大山聖福／大山聖福・青葉祐五 ②作詞作曲編曲：サトダユーリ     | CD       | 通常盤           | TRAK-0182     | 11位 |
| 1 | 鼓動のFighters   | 2022年8月31日  | ①鼓動のFighters ②Happy Birthday!!!           | ①作詞：児玉雨子／作曲：青葉祐五・大山聖福／大山聖福・青葉祐五 ②作詞作曲編曲：サトダユーリ     | CD+DVD   | 初回限定盤       | TRAK-0180/181 | 11位 |
|   | Winter Prince    | 2022年12月21日 | ①Winter Prince ②鼓動のFighters(instrumental) | ①作詞：青葉祐五／作曲：青葉祐五・大山聖福／編曲：大山聖福・青葉祐五                           | CD       | Loppi・HMV限定盤 | HID-1019      | 8位  |
| 2 | ウオー!サオー!   | 2023年3月22日  | ①ウオー!サオー! ②乙男                        | ①作詞：藤原優樹／作曲：青葉祐五・大山聖福／編曲：大山聖福・青葉祐五 ②作詞作曲：本田光史郎     | CD       | 通常盤           | TRAK-0194     | 9位  |
| 2 | ウオー!サオー!   | 2023年3月22日  | ①ウオー!サオー! ②乙男                        | ①作詞：藤原優樹／作曲：青葉祐五・大山聖福／編曲：大山聖福・青葉祐五 ②作詞作曲：本田光史郎     | CD+DVD   | 初回限定盤       | TRAK-0192/193 | 9位  |
| 3 | メダチタガリアン | 2023年8月9日   | ①メダチタガリアン ②無駄                      | ①作詞：児玉雨子／作曲：本田光史郎・戸嶋友祐／編曲：高橋諒 ②作詞作曲：堀切裕真／編曲：木下龍平 | CD       | 通常盤           | TRAK-0200     | 5位  |
| 3 | メダチタガリアン | 2023年8月9日   | ①メダチタガリアン ②無駄                      | ①作詞：児玉雨子／作曲：本田光史郎・戸嶋友祐／編曲：高橋諒 ②作詞作曲：堀切裕真／編曲：木下龍平 | CD+DVD   | 初回限定盤       | TRAK-0198/199 | 5位  |

#### 配信シングル
| # | 配信日        | タイトル                | 作家                                                               | 規格                   | 規格品番  | 順位 |
| - | ------------- | ----------------------- | ------------------------------------------------------------------ | ---------------------- | --------- | ---- |
| 1 | 2024年4月24日 | 何卒!                   | 作詞：藤原優樹／作曲：山崎真吾／編曲：けんたあろは                 | デジタル・ダウンロード | TRHG-1006 |      |
| 2 | 2024年6月12日 | 上々人生                | 作詞作曲：YAmai／編曲：木下龍平                                    | デジタル・ダウンロード | TRHG-1023 |      |
| 3 | 2024年6月12日 | おったまげ              | 作詞：青葉祐五／作曲：青葉祐五・大山聖福／編曲：大山聖福・青葉祐五 | デジタル・ダウンロード | TRHG-1054 |      |
| 4 | 2025年4月4日  | viva☆いー感じっ         | 作詞作曲編曲：けんたあろは                                         | デジタル・ダウンロード | TRHG-1141 |      |
| 5 | 2025年5月14日 | 小さな革命              | 作詞：金木和也／作曲編曲：松室政哉                                 | デジタル・ダウンロード |           |      |
| 6 | 2025年6月18日 | AIでええ愛              | 作詞作曲：AI                                                       | デジタル・ダウンロード |           |      |
| 7 | 2025年6月18日 | 恋人は屁が長い人        | 作詞作曲：AI                                                       | デジタル・ダウンロード |           |      |
| 8 | 2025年7月8日  | 元赤ん坊は声上げな!     | 作詞：弥之助／作曲編曲：弥之助・及川創介                           | デジタル・ダウンロード |           |      |
| 9 | 2025年8月4日  | 俺(東京人)でもエエやん! | 作詞作曲編曲：けんたあろは                                         | デジタル・ダウンロード |           |      |

### アルバム

#### ミニ・アルバム
| # | 発売日         | タイトル      | 収録曲                                                                               | 作家 | 販売形態   | 販売形態         | 規格品番       | 順位 |
| - | -------------- | ------------- | ------------------------------------------------------------------------------------ | --- | ---------- | ---------------- | -------------- | ---- |
| 1 | 2022年4月6日   | 世が世なら!!! | ①下剋上、はじめました。 ②Mo-Mo-No-Rock ③無理無理無理 ④はじめてのチュウ ⑤いとしき世界 | ①作詞作曲：サトダユーリ ②作詞作曲：田鹿ゆういち ③作詞：児玉雨子／作曲：山崎真吾 ④作詞作曲：実川俊晴 ⑤作詞：金木和也／作曲：松室政哉 | CD         | Loppi・HMV限定盤 | HID-1017       |      |
| 2 | 2024年10月23日 | 純・世が世産  | ①オレらがYES ②何卒!!! ③おったまげ ④Plain Black ⑤上々人生                             | ①作詞：原田夏樹・門野悠帆／作曲：原田夏樹／編曲：GEN ②作詞：藤原優樹／作曲：山崎真吾／編曲：けんたあろは ③作詞：青葉祐五／作曲：青葉祐五・大山聖福／編曲：大山聖福・青葉祐五 ④作詞：大西洋平／作曲編曲：鎌田瑞輝 ⑤作詞：作詞作曲：YAmai／編曲：木下龍平 | CD         | 通常盤           | TRAK-0231      | 6位  |
| 2 | 2024年10月23日 | 純・世が世産  | ①オレらがYES ②何卒!!! ③おったまげ ④Plain Black ⑤上々人生                             | ①作詞：原田夏樹・門野悠帆／作曲：原田夏樹／編曲：GEN ②作詞：藤原優樹／作曲：山崎真吾／編曲：けんたあろは ③作詞：青葉祐五／作曲：青葉祐五・大山聖福／編曲：大山聖福・青葉祐五 ④作詞：大西洋平／作曲編曲：鎌田瑞輝 ⑤作詞：作詞作曲：YAmai／編曲：木下龍平 | CD+Blu-ray | 初回生産限定盤   | TRAK-0229/0230 | 6位  |

#### オリジナル・アルバム
| # | 発売日         | タイトル               | 収録曲 | 作家 | 販売形態   | 販売形態   | 規格品番         | 順位 |
| - | -------------- | ---------------------- | --- | --- | ---------- | ---------- | ---------------- | ---- |
| 1 | 2023年12月20日 | 俺ならやれそうじゃん？ | ①俺ならやれそうじゃん? ②ウオー!サオー! ③メダチタガリアン ④EGUI ⑤無駄 ⑥KAKURENBO ⑦Winter Prince ⑧たりないぶんはキスをして ⑨乙男 ⑩爆裂☆爆音民謡 ⑪Nyokki ⑫鼓動の Fighters | ①作詞作曲編曲：清竜人 ②作詞：藤原優樹／作曲：青葉祐五・大山聖福／編曲：大山聖福・青葉祐五 ③作詞：児玉雨子／作曲：本田光史郎・戸嶋友祐／編曲：高橋諒 ④作詞作曲編曲：アツキタケモト ⑤作詞作曲：堀切裕真／編曲：木下龍平 ⑥作詞作曲編曲：ハシグチカナデリヤ ⑦作詞：青葉祐五／作曲：青葉祐五・大山聖福／編曲：大山聖福・青葉祐五 ⑧作詞：金木和也／作曲編曲：松室政哉 ⑨作詞作曲：本田光史郎／編曲：木下龍平 ⑩作詞作曲編曲：けんたあろは ⑪作詞作曲：サトダユーリ／編曲：木下龍平 ⑫児玉雨子／作曲：青葉祐五・大山聖福／大山聖福・青葉祐五 | CD         | 通常盤     | TRAK-0211        | 17位 |
| 1 | 2023年12月20日 | 俺ならやれそうじゃん？ | ①俺ならやれそうじゃん? ②ウオー!サオー! ③メダチタガリアン ④EGUI ⑤無駄 ⑥KAKURENBO ⑦Winter Prince ⑧たりないぶんはキスをして ⑨乙男 ⑩爆裂☆爆音民謡 ⑪Nyokki ⑫鼓動の Fighters | ①作詞作曲編曲：清竜人 ②作詞：藤原優樹／作曲：青葉祐五・大山聖福／編曲：大山聖福・青葉祐五 ③作詞：児玉雨子／作曲：本田光史郎・戸嶋友祐／編曲：高橋諒 ④作詞作曲編曲：アツキタケモト ⑤作詞作曲：堀切裕真／編曲：木下龍平 ⑥作詞作曲編曲：ハシグチカナデリヤ ⑦作詞：青葉祐五／作曲：青葉祐五・大山聖福／編曲：大山聖福・青葉祐五 ⑧作詞：金木和也／作曲編曲：松室政哉 ⑨作詞作曲：本田光史郎／編曲：木下龍平 ⑩作詞作曲編曲：けんたあろは ⑪作詞作曲：サトダユーリ／編曲：木下龍平 ⑫児玉雨子／作曲：青葉祐五・大山聖福／大山聖福・青葉祐五 | CD+Blu-ray | 初回限定盤 | TRAK-0209 / 0210 | 17位 |

## タイアップ
| 起用年 | 歌曲             | タイアップ                                                                      |
| ------ | ---------------- | ------------------------------------------------------------------------------- |
| 2022年 | 鼓動のFighters   | 福島中央テレビ『二畳半レコード』8月度エンディングテーマ                         |
| 2022年 | 鼓動のFighters   | テレビ東京『超音波』9月度エンディングテーマ                                     |
| 2023年 | ウオー! サオー!  | テレビ東京『ゴッドタン』3月度エンディングテーマ                                 |
| 2023年 | メダチタガリアン | テレビ東京『じっくり聞いタロウ〜スター近況（秘）報告〜』8月度エンディングテーマ |
| 2023年 | メダチタガリアン | 愛媛朝日テレビ『らぶちゅちゅ』9月度パワープレイ                                 |

## ライブ

### 単独コンサート
| タイトル                                                                                         | 日付          | 場所                                         |
| ------------------------------------------------------------------------------------------------ | ------------- | -------------------------------------------- |
| 世が世なら!!!初のワンマンツアー – 眩しいのは太陽？いや世が世でしょ！俺らと一緒にバカ騒ぎSUMMER - | 2023年7月17日 | 愛知県 E.L.L（1公演）                        |
| 世が世なら!!!初のワンマンツアー – 眩しいのは太陽？いや世が世でしょ！俺らと一緒にバカ騒ぎSUMMER - | 2023年7月23日 | 大阪府 americamura FANJ twice（1公演）       |
| 世が世なら!!!初のワンマンツアー – 眩しいのは太陽？いや世が世でしょ！俺らと一緒にバカ騒ぎSUMMER - | 2023年8月12日 | 東京都 duo music exchange（1公演）           |
| 世が世なら!!! 人生敗者復活戦ツアー!!! – 裏・天下一武道会2024-                                    | 2024年3月9日  | 東京都 Zepp Shinjuku（1公演）                |
| 世が世なら!!! 人生敗者復活戦ツアー!!! – 裏・天下一武道会2024-                                    | 2024年3月17日 | 宮城県 仙台darwin（1公演）                   |
| 世が世なら!!! 人生敗者復活戦ツアー!!! – 裏・天下一武道会2024-                                    | 2024年3月24日 | 福岡県 DRUM Be-1（1公演）                    |
| 世が世なら!!! 人生敗者復活戦ツアー!!! – 裏・天下一武道会2024-                                    | 2024年4月4日  | 大阪府 BIGCAT（1公演）                       |
| 世が世なら!!! 人生敗者復活戦ツアー!!! – 裏・天下一武道会2024-                                    | 2024年4月7日  | 愛知県 NAGOYA ReNY limited（1公演）          |
| 世が世なら!!! 新挑戦 – NEW SUPER LIVE SHOW -                                                     | 2024年11月1日 | 東京都 Zepp Shinjuku（1公演）                |
| ウサギと亀!!!SPRING TOUR2025🐇🐢- 亀はいつかウサギだって捲る –                                   | 2025年4月30日 | 埼玉県 HEAVEN’S ROCK さいたま新都心（1公演） |
| ウサギと亀!!!SPRING TOUR2025🐇🐢- 亀はいつかウサギだって捲る –                                   | 2024年4月26日 | 愛知県 NAGOYA ReNY limited（1公演）          |
| ウサギと亀!!!SPRING TOUR2025🐇🐢- 亀はいつかウサギだって捲る –                                   | 2024年4月27日 | 大阪府 BIGCAT（1公演）                       |
| ウサギと亀!!!SPRING TOUR2025🐇🐢- 亀はいつかウサギだって捲る –                                   | 2024年4月29日 | 東京都 Veats Shibuya（1公演）                |
| ウサギと亀!!!SPRING TOUR2025🐇🐢- 亀はいつかウサギだって捲る –                                   | 2024年5月3日  | 宮城県 MACANA（1公演）                       |
| ウサギと亀!!!SPRING TOUR2025🐇🐢- 亀はいつかウサギだって捲る –                                   | 2024年5月5日  | 北海道 SPiCE（1公演）                        |
| ウサギと亀!!!SPRING TOUR2025🐇🐢- 亀はいつかウサギだって捲る –                                   | 2024年5月17日 | 福岡県 DRUM SON（1公演）                     |
| ウサギと亀!!!SPRING TOUR2025🐇🐢- 亀はいつかウサギだって捲る –                                   | 2024年5月18日 | 沖縄県 Output（1公演）                       |
| 世が世なら!!! 心底 下剋上、はじめました。 in LINE CUBE SHIBUYA                                   | 2026年2月27日 | 東京都 LINE CUBE SHIBUYA（1公演）            |

## 出演

### テレビ番組
- 全力アピール〜アダムシアター〜（2022年8月31日 - 9月1日、TBS）
- バズリズム02（2022年9月2日[19]・9日[20]、日本テレビ）
- 超音波（2022年9月9日[21]、2023年3月17日、2024年5月3日、テレビ東京）
- Love music 「サキガケTikTok」（2022年9月11日、フジテレビ）
- プレミアMelodiX!（2023年4月3日・、テレビ東京）
- 歌のサンセット（2022年4月14日[22]、テレビ東京）
- ミルンへカモン! なんしょん? 「つば男ラーメン部」（2023年6月13日 - 11月14日、岡山放送）
- musicる TV（2023年8月7日 - 、テレビ朝日）
- Music House（2025年8月17日[23]、朝日放送テレビ）

### ラジオ番組
- FM FUJI つば男 NIGHT（FM FUJI）
  - スパ世が放送委員会（2022年11月1日 - 2024年3月26日）
  - おしゃべり電波ステーション（2024年4月2日 - ）

## 書籍
- 世が世なら!!! ファースト写真集（2023年10月13日、主婦と生活社） ISBN 978-4-391-16048-2